# Campeonato Africano de Atletismo de 2014 - Lançamento de dardo feminino
A prova do lançamento de dardo feminino do Campeonato Africano de Atletismo de 2014 foi disputada no dia 13 de agosto de 2014 no Estádio de Marrakech  em Marrakech, no Marrocos. Participaram da prova 6 atletas. 

## Recordes
Antes desta competição, os recordes mundiais e do campeonato nesta prova eram os seguintes:
|                       | Nome              | Nacionalidade | Distância | Local       | Data                   |
| --------------------- | ----------------- | ------------- | --------- | ----------- | ---------------------- |
| Recorde mundial       | Barbora Špotáková | Chéquia       | 72m 28cm  | Estugarda   | 13 de setembro de 2008 |
| Recorde do campeonato | Sunette Viljoen   | África do Sul | 63m 33cm  | Nairóbi     | 31 de julho de 2010    |
| Recorde africano      | Sunette Viljoen   | África do Sul | 69m 35cm  | Nova Iorque | 9 de junho de 2012     |

Os seguintes recordes foram estabelecidos durante esta competição:
| Data         | Evento | Atleta          | Nacionalidade | Distância | Notas                 |
| ------------ | ------ | --------------- | ------------- | --------- | --------------------- |
| 13 de agosto | Final  | Sunette Viljoen | África do Sul | 65m 32cm  | Recorde do campeonato |

## Medalhistas
| Ouro                  | Prata                  | Bronze            |
| Sunette Viljoen (RSA) | Zuta Mary Nartey (GHA) | Selma Rosun (MRI) |

## Cronograma
Todos os horários são locais (UTC+1).
| Data         | Hora  | Evento |
| ------------ | ----- | ------ |
| 14 de agosto | 19:45 | Final  |

## Resultado final
| Posição           | Atleta             | Nacionalidade   | #1    | #2    | #3    | #4    | #5    | #6    | Resultados | Notas                 |
| ----------------- | ------------------ | --------------- | ----- | ----- | ----- | ----- | ----- | ----- | ---------- | --------------------- |
| Medalha de ouro   | Sunette Viljoen    | África do Sul   | 63.39 | 65.32 | 57.87 | 57.27 | 62.23 | 65.21 | 65.32      | Recorde do campeonato |
| Medalha de prata  | Zuta Mary Nartey   | Gana            | x     | 44.35 | 41.72 | 43.30 | 46.28 | 52.57 | 52.57      |                       |
| Medalha de bronze | Selma Rosun        | Ilhas Maurícias | 44.30 | 45.68 | 46.16 | x     | 48.04 | 47.76 | 48.04      |                       |
| 4                 | Adjimon Adanhoegbe | Benim           | 42.99 | x     | 45.69 | 45.67 | 45.84 | 42.63 | 45.84      |                       |
| 5                 | Lucy Aber          | Uganda          | x     | x     | 34.95 | 37.36 | 39.37 | 45.50 | 45.50      |                       |
| 6                 | Shura Utura        | Etiópia         | 40.58 | 38.62 | 39.98 | x     | 38.36 | 39.26 | 40.58      |                       |

Legenda
| Recorde mundial       | Recorde mundial (World record)               |                       | Recorde africano                      | Recorde africano (African) |                                           | Q | Classificado por posição (Qualified) |
| Recorde do campeonato | Recorde do campeonato (Championship record)  | Recorde da América    | Recorde da América (Americas)         | q                          | Classificado por melhor tempo (Qualified) |   |                                      |
| Melhor marca do ano   | Melhor marca do ano (World leading)          | Recorde asiático      | Recorde asiático (Asian)              | DNS                        | Não largou (Did not start)                |   |                                      |
| Recorde nacional      | Recorde nacional (National record)           | Recorde europeu       | Recorde europeu (European)            | DNF                        | Não terminou (Did not finish)             |   |                                      |
| Recorde pessoal       | Recorde pessoal do atleta (Personal best)    | Recorde da Oceania    | Recorde da Oceania (Oceania)          | DSQ / DQ                   | Desclassificado (Disqualified)            |   |                                      |
| Recorde da temporada  | Recorde da temporada do atleta (Season best) | Recorde sul-americano | Recorde sul-americano (South America) | NM                         | Sem marca (No mark)                       |   |                                      |